# Emmanuel Bove
Emmanuel Bove (Parigi, 20 aprile 1898 – Parigi, 13 luglio 1945) è stato uno scrittore francese, nato come Emmanuel Bobovnikoff e conosciuto anche con gli pseudonimi Pierre Dugast e Jean Vallois.

## Biografia

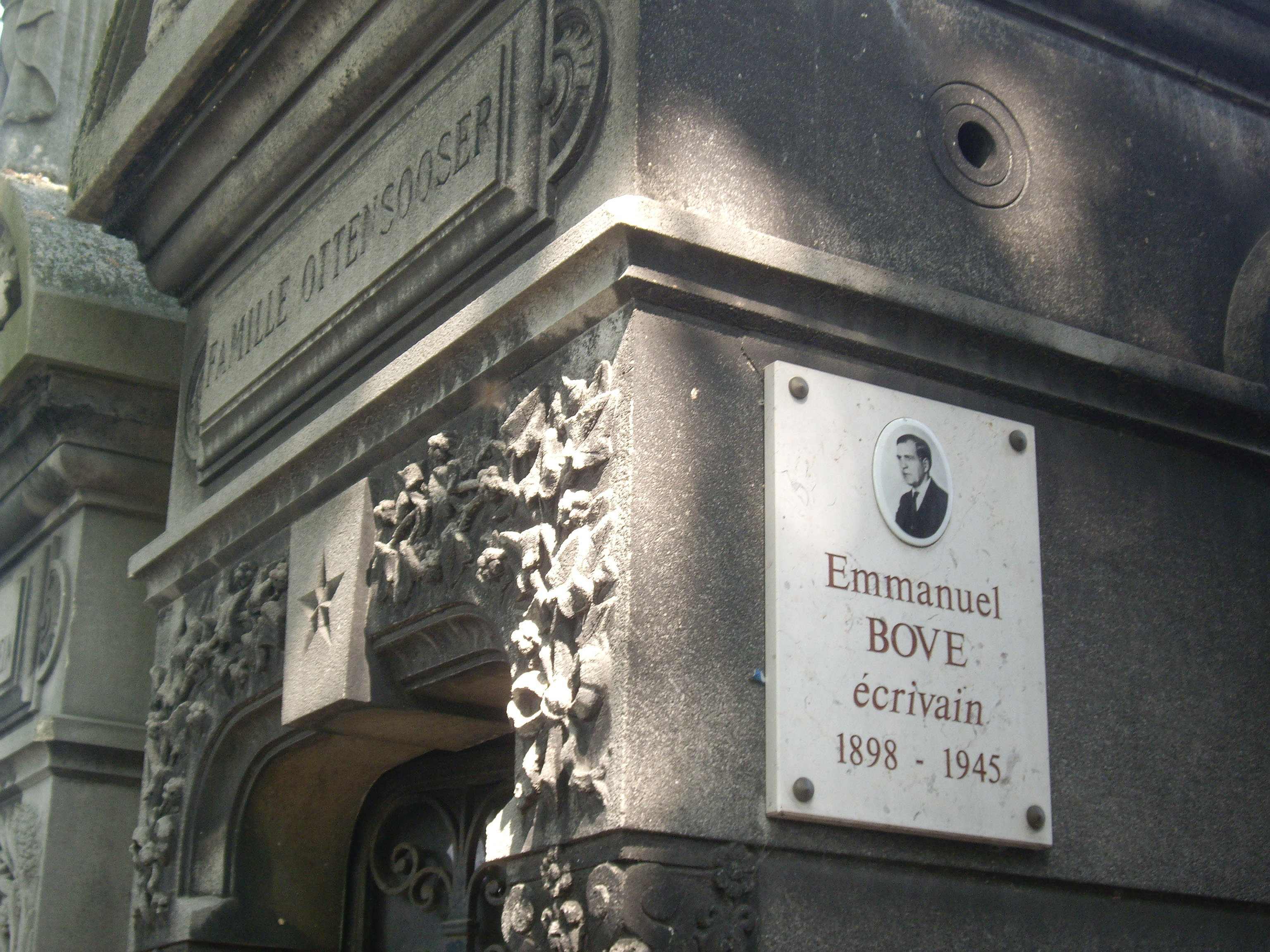
Tomba di Emmanuel Bove nel cimitero di Montparnasse

Figlio di padre russo, anche lui di nome Emmanuel Bobovnikoff, originario di Kiev e senza professione, e madre lussemburghese, Henriette Michels, domestica, decide a soli 14 anni di fare il romanziere.
Dopo una scuola privata nel VI arrondissement di Parigi, si diploma a Ginevra, mentre il padre, pur senza lasciare la madre, vive con una donna inglese, Emily Overweg, l'incontro con la quale sarà determinante per la sua scrittura. Nell'inverno del 1915-16 va a studiare per un periodo in Inghilterra. Tornato a Parigi vive in modo precario facendo molti lavori, tra cui l'autista di tram, il tassista ed il cameriere.
Nel 1921 convive con Suzanne Vallois, un'insegnante con cui si trasferisce in Austria, alla periferia di Vienna. Qui comincia una carriera di romanziere popolare, con lo pseudonimo di Jean Vallois.
Rientrato a Parigi nel 1922, per un periodo vive da solo, facendo il giornalista di cronaca (per giornali come "Le Quotidien", "Détective", "Paris-Soir" e "Marianne"), prima che Suzanne lo raggiunga nel 1923. I due hanno una figlia, Nora Bove de Meynbourg.
In questo periodo conosce Colette, la quale gli chiede di portarle qualche suo scritto. È così che pubblica I miei amici (Mes amis, 1924) ed è subito un successo (costantemente ripubblicato fino alla seconda guerra mondiale e vincitore del prix Eugène Figuière nel 1928).
Nel 1928, si accompagna a Louise Ottensooser, figlia di un banchiere ebreo, che lo introduce nell'ambiente artistico; i due si sposano nel 1930.
Continua a pubblicare fino all'occupazione nazista. Durante la guerra viene richiamato come lavoratore, ma vuole raggiungere Londra. Si ritrova però ad Algeri, dove scrive ancora tre romanzi: Le Piège, Départ dans la nuit e Non-lieu.
Nel 1945, per non influenzare negativamente la festa di liberazione, Gaston Gallimard gli rifiuta La trappola (Le Piège), romanzo di denuncia sul collaborazionismo.
Di salute cagionevole, a causa di una pleurite conseguenza della malaria contratta durante l'esilio algerino, muore il 13 luglio dello stesso anno, all'età di 47 anni, di cachessia e insufficienza cardiaca.
Ammirato da Reiner Maria Rilke, Colette, Sacha Guitry, Samuel Beckett, Roland Barthes e Peter Handke (che l'ha tradotto in tedesco), la sua opera viene riscoperta e pubblicata più tardi, inclusa la scoperta di inediti, come Un caractère de femme (scritto nel 1936 e ritrovato nel 1979).
Le sue carte sono depositate all'IMEC di Parigi.

## Opere
- Mes amis, 1924
  - trad. Beppe Sebaste, I miei amici, Feltrinelli, Milano 1991, 2015 ISBN 978-8807885204
- Visite d'un soir, 1925
- Le Crime d'une nuit, 1926
- Armand, 1927
  - trad. di Carlo Alberto Bonadies, Armand, Marietti, Genova 1989 ISBN 88-211-6160-9
- Bécon-les-Bruyères, 1927
  - trad. Carlo Alberto Bonadies, Bécon-les-Bruyères, Il melangolo, Genova 1999 ISBN 88-7018-361-0
- Un soir chez Blutel, 1927
- Un pere et sa fille, 1928
  - trad. Carlo Alberto Bonadies, Un padre e una figlia, Il melangolo, Genova 1997 ISBN 88-7018-344-0
- La Coalition, 1928, 1986. Ripubblicato nel 1934 con il titolo Histoire d'un suicide.
  - trad. Gianfranco Brevetto, La coalizione, Lavieri, S.Angelo in Formis 2011 (con Un Raskolnikov) ISBN 978-88-89312-91-9
- La Mort de Dinah, 1928, 1996
  - trad. Paolo Vettore, La morte di Dinah, Casagrande, Bellinzona, 2001 ISBN 88-7713-335-X
- Cœurs et visages, 1928, Pranzo di gala all'Hôtel Gallia, Passigli, 2019
- Henri Duchemin et ses ombres, 1928, 1983 (comprende: Le Crime d'une nuit, Un autre ami, Visite d'un soir, Ce que j'ai vu, L'Histoire d'un fou, Le Retour de l'enfant e Est-ce un mensonge?)
  - Cinque racconti (Visite d'un soir, Ce que j'ai vu, L'Histoire d'un fou, Le Retour de l'enfant e Est-ce un mensonge?) sono disponibili in italiano, con Voyage autour d'un appartement (1928) e Retour (1936), in Una visita serale e altri racconti, trad. di Claudio Panella, Fusta editore, Saluzzo (CN) 2016.
- L'Amour de Pierre Neuhart, 1929
  - trad. di Carlo Alberto Bonadies, L'amore di Pierre Neuhart, Le mani, Recco 1993 ISBN 88-8012-002-6
- Une fugue, 1929
  - trad. Carlo Alberto Bonadies, Una fuga, Il melangolo, Genova 2000 ISBN 88-7018-406-4
- Petits contes, 1929 (comprende: L'Enfant surpris, Une journée à Chantilly, Conversation, Le Trac e Les Pâques de Konazi)
- Monsieur Thorpe (Les deux masques), 1929
- Diane, 1929 (opera teatrale)
  - trad. di Luisa Stella, Diane, Edizionidellassenza, Palermo 2018 ISBN 978-88-943843-3-8
- Une illusion, 1930
- Un malentendu, 1930, L'equivoco, Via del vento, 2018
- Journal écrit en hiver, 1931
  - trad. di Carlo Alberto Bonadies, Diario in inverno, Marietti, Genova 1990 ISBN 88-211-6230-3
- Un Raskolnikoff, 1932
  - trad. Gianfranco Pecchinenda, Un Raskolnikov, Lavieri, S.Angelo in Formis 2011 (con La coalizione) ISBN 978-88-89312-91-9
- Un célibataire, 1932
- Deux jeunes filles, 1932 (comprende: Monsieur Thorpe e La Mort de Dinah)
- Un suicide, 1933 (poi come La Dernière Nuit), L'ultima notte, Meridiano zero 1998
- La Toque de Breitschwanz, 1933 (con lo pseudonimo Pierre Dugast)
- Le Meurtre de Suzy Pommier, 1933
- Le Beau-fils, 1934
  - trad. di Luisa Stella, Maruzza Loria, Il figliastro, Edizionidellassenza, Palermo 2018 ISBN 978-88-943843-2-1
- Le Pressentiment, 1935
  - trad. Gianfranco Brevetto, Il presentimento, Lavieri, S.Angelo in Formis 2012 ISBN 978-88-96971-15-4
- L'impossible amour, 1935 (a puntate su "Paris-Soir"), 1994
- Adieu Fombonne, 1937, 1984
- La Dernière Nuit, 1939
  - trad. Giulio Mozzi, L'ultima notte, Meridiano zero, Padova 1997 ISBN 88-8237-002-X
- Le Piège, 1945
  - trad. di Carlo Alberto Bonadies, La trappola, Le mani, Recco 1995 ISBN 88-8012-015-8
  - trad. di Carlo Alberto Bonadies, La trappola,  Il melangolo, Genova 1999 ISBN 88-7018-382-3
- Une offense, 1945
  - trad. di Luisa Stella, Un'offesa, incluso nella raccolta Incontro e altri racconti, Edizionidellassenza, Palermo 2018 ISBN 978-88-943843-1-4
  - Rencontre, Une offense, La fuite, L'enfant, Le canotier. La méditation interrompue (compresi nel volume Incontro e altri racconti, trad. di Luisa Stella, Incontro, Un'offesa, La fuga, Il bambino, La paglietta. La meditazione interrotta, Edizionidellassenza, Palermo 2018 ISBN 978-88-943843-1-4)
- Départ dans la nuit, 1945
- Non-lieu, 1946
- Un homme qui savait, 1985
  - trad. Simona Cortesi, Un uomo che sapeva, Casagrande, Bellinzona, 2000 ISBN 88-7713-317-1
- Mémoires d'un homme singulier, 1987, Memorie di un uomo particolare, Ventanas, 2023
- Romans, a cura di Jean-Luc Bitton, 1999
- Un caractere de femme, 1999
  - trad. Mariarosa Beretta, Un carattere di donna, Marietti, Genova, 2000 ISBN 88-211-8221-5
- Œuvres, 1999 (opere complete, presso Flammarion).
- Arrestations célèbres, 2013 (articoli di giornale)

### Con lo pseudonimo di Jean o Emmanuel Valois
- Quand la femme aime, 1923
- Orpheline, 1923
- Avant le bonheur, 1923
- Plutôt la mort, 1924
- Ame de poète, 1924
- Le Cœur n'oublie pas, 1924
- L'ivresse d'aimer, 1924
- Une femme qui aime, 1925
- Le roman d'un étudiant, 1927
- L'Heure du châtiment, 1930

## Adattamenti cinematografici e televisivi
- Le Piège, telefilm francese di Serge Moati, con André Dussollier, Grace De Capitani, Pierre Dux, Michel Aumont, Jean Desailly e François Berléand (1991).
- Blumenstein Fernand, film ceco di Marek Bouda, con David Nykl, Frantisek Nemec, Jana Dolanská e Svatopluk Matyás (1998).
- Le Pressentiment, film francese di Jean-Pierre Darroussin, con lo stesso, Valérie Stroh e Hippolyte Girardot (2006).

## Filmografia
- Emmanuel Bove, regia di Hervé Duhamel, sceneggiatura di Jean-Luc Bitton, "Un Siècle d'écrivains", INA/France 3/IMEC/1996
- La vie comme une ombre: Emmanuel Bove 1898-1945, regia di Bettina Augustin, Arte/ZDF 1997